# Brigade Motorisée (Belgique)
Pour les articles homonymes, voir 1re brigade.
La Brigade Motorisée est une brigade de la Composante Terre de l'armée belge.

## Historique
Elle fut créée à partir d'une des brigades belges formées en 1943 en Grande-Bretagne avec des volontaires et qui participèrent aux combats pour la libération de la Belgique, la brigade Piron. À la fin de la Seconde guerre mondiale, elle reçoit successivement le nom de Brigade Bevrijding (en français : brigade Libération), 1er groupement d'infanterie, puis la brigade d'infanterie. Elle fait alors partie des forces d'occupation belges en Allemagne.  
En 1969, un an avant son déménagement étalé de 1970 à 1991 vers Bourg-Léopold, elle devient la 1re brigade d'infanterie blindée. 
En juin 1992, à la suite de la restructuration de l'armée belge, elle fusionne avec la 4e brigade d'infanterie blindée.
Fin 1993, la compagnie de commandement reprend les traditions et le nom du régiment 8-9 Linie qui disparaît.
En juillet 2004, son nom change encore une fois pour devenir la 1re brigade.
Depuis janvier 2011, elle devient bilingue et est renommée Brigade Médiane. 
En 2018, la Brigade Médiane devient une Brigade motorisée, réunissant les cinq bataillons de manœuvre et les autres bataillons, spécialisée dans le support et le soutien de combat de l’armée de terre belge.
On prévoit début 2018 que son effectif en 2030 sera de 5 276 militaires équipés de véhicules blindés multi-rôles Griffon et d'engins blindés de reconnaissance et de combat Jaguar travaillant de concert avec la 7e brigade blindée française.

## Organisation à sa dissolution le 3 janvier 2011
La 1re brigade était composée des unités suivantes :
- Hoofdkwartier 1Brigade - 8/9 Linie - Compagnie de commandement
- 2/4 Regiment Lansiers - Unité de chars, dissout en 2010
- Regiment Carabiniers Prins Boudewijn - Grenadiers - unité d'infanterie mécanisée
- Regiment Bevrijding - 5 Linie - Unité d'infanterie mécanisée
- 1er régiment de Chasseurs à cheval - Guides - Unité de reconnaissance
- 2 Regiment Veldartillerie/Batterij Veldartillerie ParaCommando - Unité d'artillerie de campagne
- 18 Bataljon Logistiek - Unité d'appui logistique

## Organisation de la Brigade Médiane
La Brigade médiane est composée des unités suivantes[Quand ?]:
- Hoofdkwartier Brigade - 8/9 Linie - Compagnie de commandement
- 1/3 Bataillon de Lanciers - Unité casernée à Marche-en-Famenne.
- Bataljon Carabiniers Prins Boudewijn-Grenadiers - Unité casernée à Bourg-Léopold
- Bataljon Bevrijding - 5 Linie - Unité casernée à Bourg-Léopold
- Bataillon Léger 12e de Ligne Prince Léopold - 13e de Ligne - Unité d'infanterie légère depuis le 27 janvier 2017[2], casernée a Spa.
- Bataillon de chasseurs ardennais caserné à Marche-en-Famenne.

## Sources
- https://www.mil.be/sites/mil.be/files/files_library/brochure_lc_f_lowres.pdf

- (en) Cet article est partiellement ou en totalité issu de l’article de Wikipédia en anglais intitulé « Medium Brigade (Belgium) » (voir la liste des auteurs).

1. ↑  Nathan Gain, « Belgique: la Brigade Médiane entame sa mue », sur forcesoperations.com, 30 mars 2018 (consulté le 31 mars 2018).
2. ↑  « LE 12/13 BATAILLON DE LIGNE INTÈGRE OFFICIELLEMENT LA BRIGADE MÉDIANE », sur m.mil.be, 27 janvier 2017 (consulté le 7 février 2017).